# Ctenitis excelsa
Ctenitis excelsa är en träjonväxtart som först beskrevs av Nicaise Augustin Desvaux, och fick sitt nu gällande namn av George Richardson Proctor. Ctenitis excelsa ingår i släktet Ctenitis och familjen Dryopteridaceae. Inga underarter finns listade.